# Standenbühl

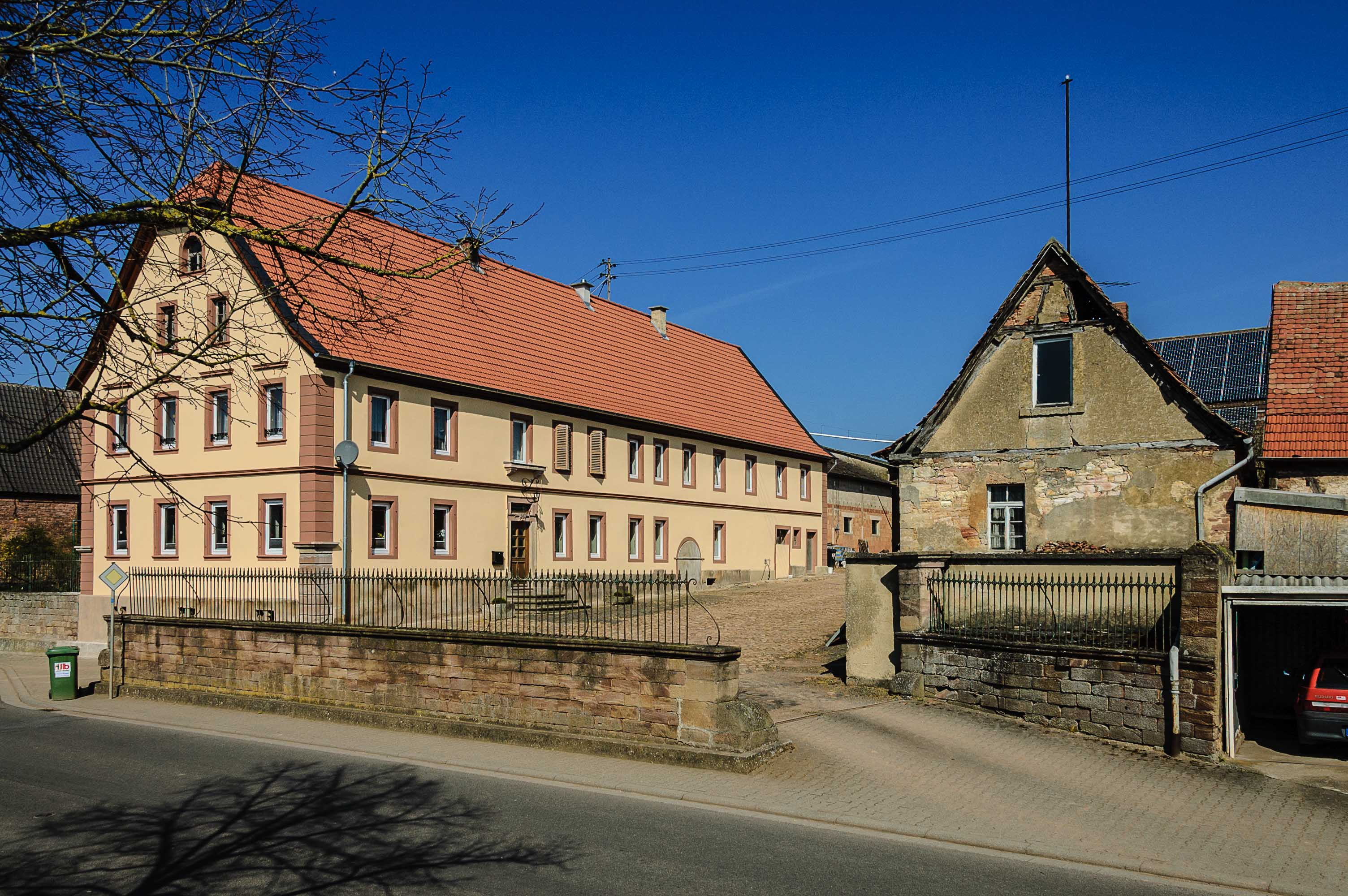
Ortsbild von Standenbühl

Standenbühl (pfälzisch: Schdannebehl) ist eine Ortsgemeinde im Donnersbergkreis in Rheinland-Pfalz. Sie gehört der Verbandsgemeinde Göllheim, innerhalb derer sie gemessen an Einwohnerzahl die zweitkleinste und gemessen an der Fläche die kleinste Ortsgemeinde darstellt. Gemessen an der Fläche gehört Standenbühl zu den kleinsten Gemeinden Deutschlands.

## Geographie
Die Gemeinde liegt in der Börrstadter Senke, die zu den übergeordneten Einheiten Alzeyer Hügelland und Rheinhessisches Tafel- und Hügelland gehört, zwischen Kaiserslautern und Worms. Zu Standenbühl gehören zusätzlich die Wohnplätze Fohlenhof und Pfrimmbacher Hof. Im Süden des Gemeindegebiets verläuft in West-Ost-Richtung der Fluss Pfrimm zum Rhein bei Worms. Nachbargemeinden sind – im Uhrzeigersinn – Dreisen, Börrstadt und Steinbach am Donnersberg.

## Geschichte
Zunächst befand sich die Gemeinde im Besitz des Klosters Münsterdreisen. Aber auch das Kloster Otterberg war im Ort begütert.
Im Zuge dessen Auflösung im Jahr 1553 fiel sie an die Kurpfalz, bei der sie bis gegen Ende des 18. Jahrhunderts verblieb. Dort unterstand sie zunächst dem Amt Bolanden und zuletzt dem Oberamt Alzey. Von 1798 bis 1814, als die Pfalz Teil der Französischen Republik (bis 1804) und anschließend Teil des Napoleonischen Kaiserreichs war, war Standebuhl – so die damalige Bezeichnung – in den Kanton Göllheim eingegliedert und unterstand der Mairie Dreysen. 1815 hatte der Ort insgesamt 301 Einwohner. Im selben Jahr wurde er Österreich zugeschlagen. Bereits ein Jahr später wechselte der Ort wie die gesamte Pfalz in das Königreich Bayern. Von 1818 bis 1862 gehörte Standenbühl dem Landkommissariat Kirchheim – später Kirchhheimbolanden an; aus diesem ging das Bezirksamt Kirchhheimbolanden  hervor.
Ab 1939 war der Ort Bestandteil des Landkreises Kirchheimbolanden. Nach dem Zweiten Weltkrieg wurde Standenbühl innerhalb der französischen Besatzungszone Teil des damals neu gebildeten Landes Rheinland-Pfalz. Im Zuge der ersten rheinland-pfälzischen Verwaltungsreform wechselte Standenbühl 1969 in den neu gebildeten Donnersbergkreis; drei Jahre später wurde die Gemeinde in die ebenfalls neu entstandene Verbandsgemeinde Göllheim eingegliedert.

## Politik

### Gemeinderat
Der Gemeinderat in Standenbühl besteht aus sechs Ratsmitgliedern, die bei der Kommunalwahl am 9. Juni 2024 in einer Mehrheitswahl gewählt wurden, und dem ehrenamtlichen Ortsbürgermeister als Vorsitzendem.

### Bürgermeister
Ortsbürgermeister ist Georg Pohlmann. Er wurde vom Gemeinderat in seiner konstituierenden Sitzung im Juli 2019 einstimmig in seinem Amt bestätigt. Da auch bei der Direktwahl am 9. Juni 2024 kein Wahlvorschlag eingereicht wurde, oblag die Neuwahl des Bürgermeisters gemäß rheinland-pfälzischer Gemeindeordnung wieder dem neu gewählten Rat. Dieser bestätigte Georg Pohlmann auf seiner konstituierenden Sitzung am 3. September 2024 für weitere fünf Jahre in seinem Amt.

### Wappen
| Wappen von Standenbühl | Blasonierung: „In Rot ein grüner Hügel belegt mit drei silbernen Schindeln (2:1), bewachsen von drei gold besamten silbernen Blütenpflanzen mit grünen Stängeln, überhöht von einer schwebenden goldenen Brezel, die überhöht von einer schwebenden goldenen Helmkrone.“ |
| Wappen von Standenbühl | |

## Kultur

### Kulturdenkmäler

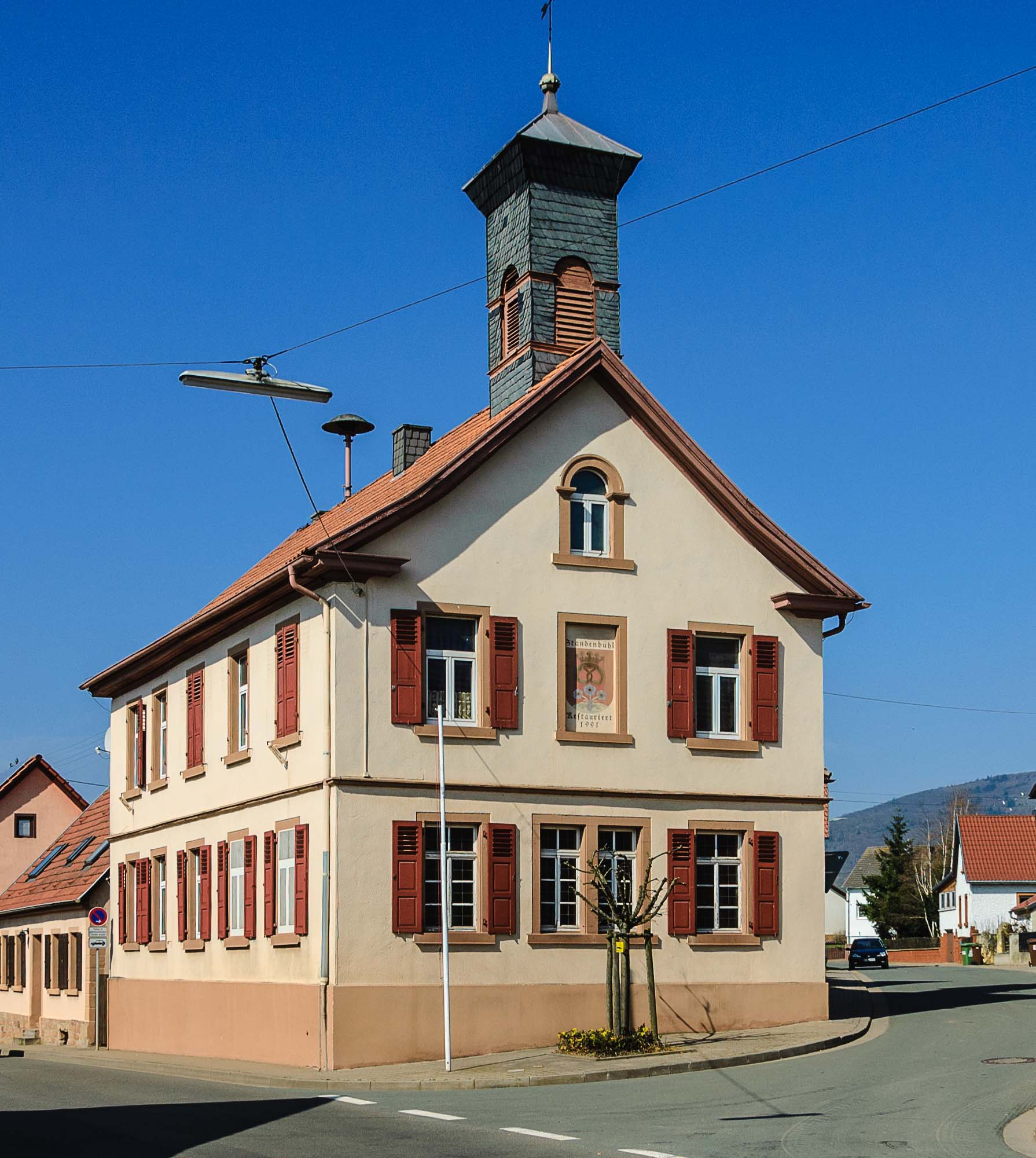
Denkmalgeschütztes Dorfgemeinschaftshaus

Vor Ort befinden sich insgesamt drei Objekte, die unter Denkmalschutz stehen.

### Natur
In Standenbühl existieren insgesamt zwei Naturdenkmale.

### Sport
Standenbühl ist ein überregionaler Mittelpunkt des Reitsports. Im Ort befinden sich der Zellertal-Donnersberger Reit- und Fahrverein und das Pferdezentrum Rheinland-Pfalz-Saar. Regelmäßig werden Turniere und als Höhepunkt Landeschampionate veranstaltet.

## Wirtschaft und Infrastruktur

### Verkehr
Durch den Ort führt die unter Napoleon im Zeitraum von 1807 bis 1811 erbaute Kaiserstraße von Kaiserslautern nach Mainz, die in diesem Bereich mit der Landesstraße 401 identisch ist. Von dieser zweigt die Kreisstraße 47 ab, die den Ort mit Weitersweiler und Dreisen verbindet. Direkt nordwestlich verläuft die A 63 durch die Gemeindegemarkung.
Jenseits der Gemeindegemarkung verläuft im Süden die in den 1980er Jahren stillgelegte Zellertalbahn; nächstgelegener Bahnhof war Göllheim-Dreisen.

### Tourismus
Durch den Ort verläuft der mit einem blauen Balken markierte Fernwanderweg Staudernheim–Soultz-sous-Forêts.

## In Standenbühl geboren
- Friedrich Scheu (1864–1945), bayerischer Politiker und Abgeordneter im Bayerischen Landtag